# Catedral de San Luis Rey de Francia (Jérémie)
La Catedral de San Luis de Francia o bien la Catedral de San Luis de Francia de Jérémie (en francés: Cathédrale Saint-Louis-Roi-de-France o más formalmente Cathédrale Saint-Louis-Roi-de-France de Jérémie que literalmente significa "Catedral de San Luis Rey de Francia de Jérémie") es el nombre que recibe un edificio religioso que pertenece a la Iglesia católica y que está localizado en la ciudad de Jérémie en el país caribeño e insular de Haití. Es la catedral de la diócesis de Jérémie.
En la ciudad un antiguo templo que fue destruido en un incendio que se produjo en 1874. En 1877 se decidió reconstruir una iglesia parroquial. En 1879, un crédito de 30.000 gourdes aprobados por la Cámara de Diputados permitió apoyar su reconstrucción. Las obras llegaron a su fin en 1901. La iglesia fue dedicada a San Luis Rey de Francia (también conocido como Luis IX de Francia o Ludovico). El 20 de abril de 1972, se creó la diócesis de Jérémie con la división de la diócesis de Les Cayes. La iglesia de Jérémie se convirtió en una catedral.